# Arthur Maia
Arthur Brasiliano Maia (Maceió, 13 ottobre 1992 – La Unión, 28 novembre 2016) è stato un calciatore brasiliano, di ruolo centrocampista.

## Carriera
Ha giocato in Série A con Vitória, Flamengo e Chapecoense, più un'esperienza in Giappone con il Kawasaki Frontale
È deceduto, insieme a gran parte della squadra, altri passeggeri e componenti dell'equipaggio, in seguito ad un incidente aereo avvenuto il 28 novembre in Colombia, mentre si stava recando con la squadra a Medellín per disputare la finale della Coppa Sudamericana.

## Palmarès

### Club

#### Competizioni statali
- Campionato Baiano: 1

Vitória: 2013
- Copa Santa Catarina: 1

Joinville: 2013

#### Competizioni internazionali
- Coppa Sudamericana: 1

Chapecoense: 2016 (postumo)